# Barballó

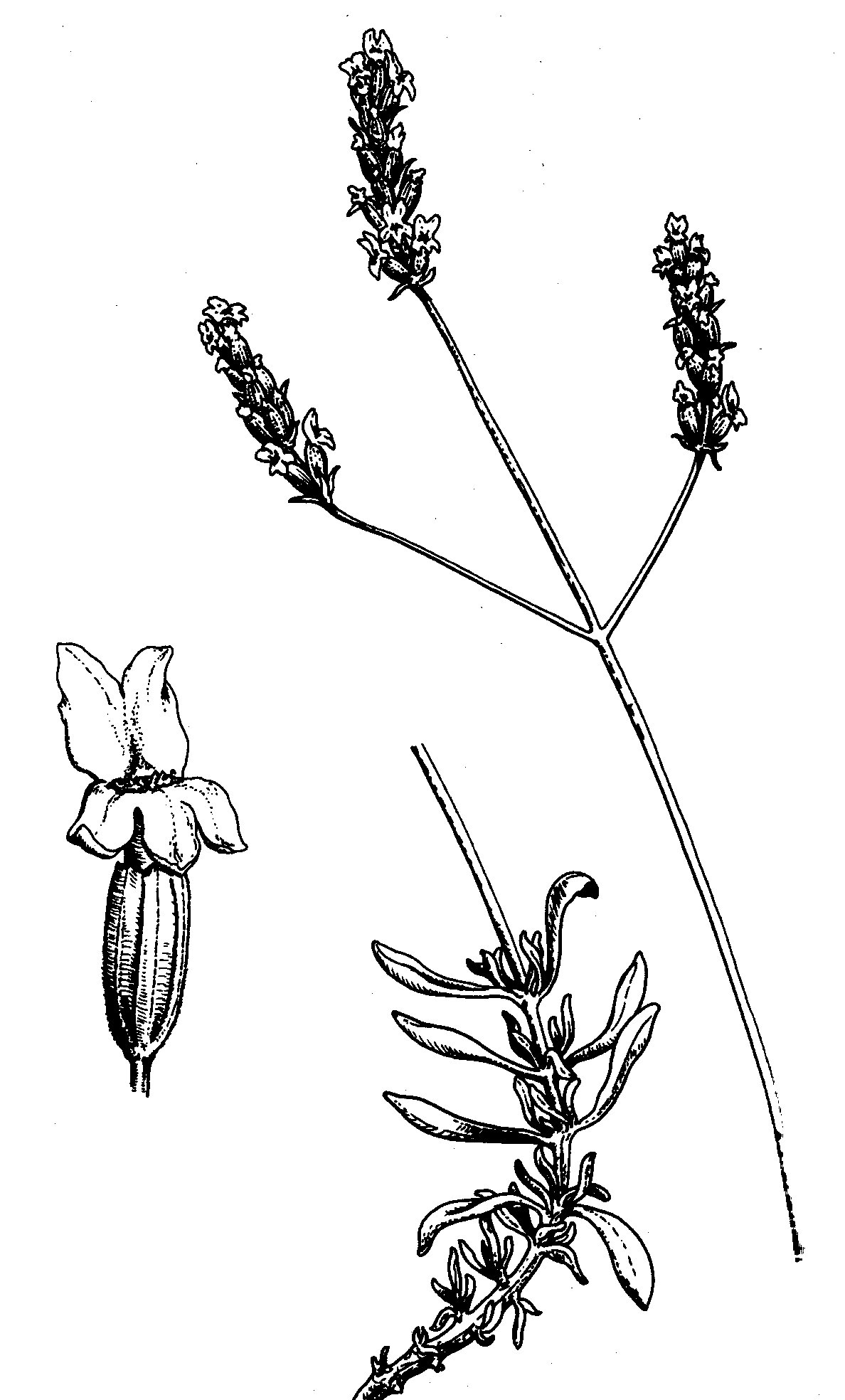
Lavandula latifolia. Dibuix de la planta

L'espígol comú o barballó (Lavandula latifolia) és un arbust de la família de les lamiàcies present a la península Ibèrica, i al sud de França, sobretot en zones muntanyoses, en brolles i llocs de pastura instal·lats en alzinars.
El trobem a la riba nord de la Meditèrrània. A Catalunya i al País Valencià està àmpliament distribuït i és comú, però rareja o desapareix cap als Pirineus.
L'aroma de la Lavandula latifòlia dona males essències i destrueixen les bones olors de la Lavandula spica. Per aquesta raó les cultiven en camps separats i l'oli essencial d'espígol obtingut d'una espècie i l'altra són diferents. També es coneix amb els noms d'espígol de fulla ampla, espígol mascle i espigoler.

## Ecologia
Es cria en pasturatges camefítics (o sigui, formats per mates baixes) i brolles, a les contrades mediterrànies i a la muntanya mitjana submediterrània. A la península Ibèrica es troba als vessants de terra baixa, als matorrals, boscos molt aclarits d'alzines i pins, principalment en sòls calcaris de la meitat oriental de la península; s'enrareix ràpidament fins a desaparèixer gairebé per complet en la meitat occidental. Floreix de juny a setembre en funció del temps.

## Descripció
Camèfit perenne en forma de mata. Fa al voltant dels 0,35 cm i és imperible i robust. Les flors perfumades són hermafrodites (tenen òrgans masculins i femenins) i és pol·linitzada per diferents insectes. S'observa per atraure fauna. Aquesta lavàndula que pot estar en flor des de l'hivern fins a l'estiu té la tija quadrada i és fàcil de reconèixer per les fulles amb els marges dentats o pinnats, oposades, simples o senceres. Fa una inflorescència en forma d'espiga a dalt d'un peduncle que la separa de les fulles. L'espiga té al seu damunt un fascicle de bractèoles de color violat (la funció de les bràctees, que poden aparèixer o no en el més alt de la inflorescència, és atreure els insectes polinitzadors). Les flors tenen els pètals soldats en tub. Són petites, amb un calze tubular, gairebé actinomorfes, amb 5 dents curtes i un apèndix més llarg que ample o romboïdal a la part superior. La corol·la és bilabiada, amb el llavi superior recte, alçat, format per dos lòbuls. El llavi inferior és trilobulat. Tenen quatre estams i l'ovari dividit en quatre parts. El fruit es presenta en tetranúcula. És un fruit sec, indehiscent, monosperm, de pericarpi endurit i normalment petit. Procedeix d'un ovari súper. Es compon de 4 petites nous que solen quedar tancades a l'interior del tub del calze.

## Composició química
- d-alcanfor (36%)
- 1-8 cineol (33%)
- d-borneol (4%) (substància terpènica coneguda com a càmfora de Borneo, de fórmula C10H18O)
- alpha Pineno (4%)
- beta pineno (3%)
- cariofileno (2%)
- d-canfeno (2%)
- azulenol 2%.
- Lineol
- geraniol

## Usos medicinals
La lavanda latifolia té característiques medicinals similars a la lavanda comuna (angustifolia del L.). Produeix oli essencial però de qualitat inferior. L'oli essencial obtingut de les flors és abortiu, antibacterià, antisèptic, antiespasmòdic i carminatiu. Pot ser utilitzat fins i tot en aromateràpia.

### Posologia
- D'ús intern:

Infusió: 1 cullerada per a postres per tassa/10 minuts/2-3 tasses al dia/després dels àpats.
- D'ús extern:

Infusió: rentats o comprimits.

## Accions farmacològiques
- Antibacterià: s'utilitza externament per a tractar ferides, cremades, picades, etc. També pot ser utilitzat per a tractar trastorns digestius i per al sistema immunitari.

## Toxicitat
És necessari recordar que les essències poden produir-ne, si més no, gastritis i úlcera pèptica, reaccions al·lèrgiques i, en dosis elevades, mals de cap, nàusees, vòmits i somnolència; per això s'ha de demanar consell a personal facultatiu.